# ثايمين
الثايمين

 أو الثيمين (Thymine) هو أحد  مركبات بيريميدين التي تشكل القواعد النيتروجينية الأربع الداخلة في تركيب الحمض نووي ريبوزي منقوص الأكسجين (دنا). ويتم استبداله باليوراسيل في الحمض نووي ريبوزي (رنا). عادة ما يكون مقابلا الأدنين في سلسلة الدي أن إيه المقابلة ويرتبط معه برابطتين هيدروجينية.

## اشتقاق الثايمين
يمكن اشتقاق الثايمين عن طريق مثيلة الكربون الخامس مناليوراسيل عند الكربون الخامس، وفي RNA يستبدال الثايمين مع اليوراسيل في معظم الحالات. يرتبط الثايمين مع الأدينين عبر رابطتين هيدروجينيتين، ما يسمح باستقرار هياكل الحمض النووي، ويؤدي عدم استقرار الثايمين وتوازنه لحدوث طفرات قد تكون مسرطنة في بعض الحالات.

## اختلال توازن الثايمين يسبب طفرة
أثناء نمو العاثيات T4 يؤدي عدم توازن توافر الثايمين، سواء نقص أو زيادة في الثايمين إلى زيادة الطفرات. يبدو أن الطفرات الناجمة عن نقص الثايمين تحدث فقط في مواقع زوج القاعدة AT في الحمض النووي وغالبًا ما تكون طفرات انتقالية من AT إلى GC . في بكتيريا الإشريكية القولونية وجد أيضًا أن نقص الثايمين مسبب للطفرات ويسبب تحولات AT إلى GC.

## الجوانب النظرية
في مارس 2015 أفاد علماء ناسا أنه لأول مرة شُكلت مركبات عضوية معقدة من الحمض النووي الريبوزي (DNA) والحمض النووي الريبوزي (RNA) للحياة بما في ذلك اليوراسيل والسيتوزين والثايمين، في المختبر في ظل ظروف الفضاء الخارجي، وذلك باستخدام مواد كيميائية بادئة مثل البيريميدين في النيازك. وفقًا للعلماء ربما يكون البيريميدين مثل الهيدروكربونات العطرية متعددة الحلقات (PAHs)، وهو مركب آخر غني بالكربون، قد تشكل في العمالقة الحمراء أو في سحب الغبار والغاز بين النجوم. لم يتم العثور على الثايمين في النيازك مما يشير إلى أن الخيوط الأولى من الحمض النووي كان عليها البحث في مكان آخر للحصول على هذه الوحدة البنائية. من المحتمل أن يكون الثايمين قد تشكل داخل بعض الأجسام النيزكية، لكنه ربما لم يستمر داخل هذه الأجسام بسبب تفاعل الأكسدة مع بيروكسيد الهيدروجين.